# Ernst Kellgren
Per Ernst Magnus Kellgren, född den 29 december 1863 i Uppsala, död den 30 mars 1944 i Stockholm, var en svensk jurist.
Kellgren avlade mogenhetsexamen 1883 och blev samma år student vid Uppsala universitet, där han avlade hovrättsexamen 1888. Han blev auskultant i Svea hovrätt 1888, tjänstgjorde 1888–1889 dels vid protokollet i Svea hovrätt, dels vid protokollet och som domare i civila ärenden och brottmål i Stockholms rådstuvurätt, blev extra ordinarie notarie i Göta hovrätt 1890 och tjänstgjorde som tillförordnad domhavande 1891–1893. Kellgren blev vice häradshövding 1892 och började 1893 sin tjänstgöring i Göta hovrätt, där han blev tillförordnad fiskal 1896, adjungerad ledamot 1898, fiskal 1899 och assessor 1900. Han var hovrättsråd 1910–1933 och divisionsordförande 1928–1933. Kellgren blev riddare av Nordstjärneorden 1911, kommendör av andra klassen av samma orden 1922 och kommendör av första klassen 1935. Han vilar i sin familjegrav på Uppsala gamla kyrkogård.